# Hôtel Hamilton
Pour les articles homonymes, voir Hamilton.
L'hôtel Hamilton – ou Hamilton Hotel en anglais – est un hôtel de Washington, aux États-Unis. Construit en 1922 selon les plans de l'architecte Jules Henri de Sibour, ce bâtiment de style Beaux-Arts est inscrit au Registre national des lieux historiques depuis le 17 avril 2013.